# Gustav Ludwig Hertz
Gustav Ludwig Hertz (n. 22 iulie 1887, Hamburg, Imperiul German – d. 30 octombrie 1975, Berlinul de Est, RDG) a fost un fizician german, nepot al lui Heinrich Rudolf Hertz, și laureat al Premiului Nobel pentru Fizică în 1925, pentru rolul său în demonstrarea teoriei ciocnirilor între electroni și atomi.

## Educația
Hertz a studiat la Universitatea Göttingen (1906-1907), Universitatea Ludwig Maximilian din München (1907-1908), și la Universitatea din Berlin (1908-1911). Și-a obținut doctoratul în 1911 cu Heinrich Leopold Rubens.

## Cariera

### Primii ani
Între 1911 și 1914, Hertz a fost asistentul lui Rubens la Universitatea Berlin. În această perioadă, Hertz, împreună cu James Franck, a efectuat experimente privind ciocnirile inelastice ale electronilor în gaze, cercetări cunoscute sub numele de experimentele Franck-Hertz, și pentru care aceștia au primit Premiul Nobel pentru Fizică în 1925.
În timpul Primului război mondial, Hertz a servit în armată din 1914. A fost grav rănit în 1915. În 1917, s-a întors la Universitatea Berlin ca Privatdozent. În 1920, s-a angajat ca fizician cercetător la fabrica de lămpi incandescente Philips din Eindhoven, unde a lucrat până în 1925.
În 1925, Hertz a devenit ordinarius professor și director al Institutului de Fizică de la Universitatea Martin Luther Halle-Wittenberg. În 1928 a devenit ordinarius professor de fizică experimentală și director al Institutului de Fizică din Berlin Technische Hochschule (BTH) din Berlin-Charlottenburg. Acolo, a dezvoltat o tehnică de separare a izotopilor prin difuzie gazoasă. Deoarece Hertz fusese ofițer în timpul primului război mondial, a fost temporar protejat de politicile naziste și de Legea de restaurare a serviciului profesional civil, dar în cele din urmă politicile și legile au devenit mai stringente, iar la sfârșitul lui 1934, a fost forțat să demisioneze de la BTH, fiind clasificat ca “parțial evreu de gradul doi”. Apoi s-a angajat la Siemens, ca director al Laboratoruli de Cercetări II.  Acolo, a continuat munca în domeniul fizicii atomice și ultrasunetelor, dar în cele din urmă și-a încheiat lucrările privind separarea izotopilor. A deținut acest post până la plecarea în Uniunea Sovietică în 1945.

### În Uniunea Sovietică
Hertz, Manfred von Ardenne, director al laboratorului său privat Forschungslaboratoriums für Elektronenphysik, Peter Adolf Thiessen, ordinarius professor la Universitatea Humboldt Berlin și director al Kaiser-Wilhelm Institut für physikalische Chemie und Elektrochemie (KWIPC) din Belin-Dahlem, și Max Volmer, ordinarius professor la Institutul de Chimie Fizică de la Berlin Technische Hochschule, făcuseră un pact. Cel care avea să facă primul contact cu rușii urma să vorbească în numele tuturor. Obiectivele acestui pact erau trei:
1. Prevenirea jefuirii institutelor lor
2. Continuarea muncii lor cu întreruperi minime
3. Protejarea lor de eventuale acuzații pentru acte politice din trecut.[21]

Înainte de sfârșitul celui de-al doilea război mondial, Thiessen, membru al NSDAP, avea legături cu comuniștii. Pe 27 aprilie 1945, Thiessen a sosit la institutul lui von Ardenne într-un vehicul blindat împreună cu un important chimist sovietic, maior în Armata Roșie. Toți cei patru membri ai pactului au fost duși în URSS. Hertz a fost numit șef al Institutului G, de lângă Suhumi. Temele de studiu asignate institutului G erau: 
- Separarea izotopilor prin difuzie într-un flux de gaze inerte, la care Gustav Hertz era responsabil personal
- Dezvoltarea unei pompe de condensare, de care era responsabil Müllenpford
- Dezvoltarea unei teorii a stabilității și controlului unei cascade de difuzie, de care era responsabil Heinz Barwich;[24] Barwich fusese adjunctul lui Hertz la Siemens.[25]  După 1950, Hertz s-a mutat la Moscova. Von Ardenne a condus Institutul A,[26] tot lângă Suhumi.[27] Volmer a mers la Institutul de Cercetare nr. 9 (NII-9),[28] din Moscova; i s-a dat în grijă un birou de proiectare pentru a lucra la producția de apă grea.[29] În Institutul A, Thiessen a fost responsabil de dezvoltarea tehnicilor de fabricație a barierelor poroase pentru separarea izotopilor.[30]

În 1949, șase oameni de știință germani, printre care Hertz, Thiessen, și Barwich au fost chemați pentru consultări la Sverdlovsk-44, uzină de îmbogățire a uraniului. Aceasta, mai mică decât uzina de difuzie gazoasă americană de la Oak Ridge, primea doar puțin mai mult decât jumătate din nivelul de îmbogățire de cel puțin 90% așteptat.
În 1951, Hertz a primit Premiul Stalin, clasa a doua, împreună cu Barwich. În acel an, James Franck și Hertz au primit împreună Medalia Max Planck din partea Deutsche Physikalische Gesellschaft. Hertz a rămas în Uniunea Sovietică până în 1955.

### Întoarcerea în Germania
După întoarcerea din URSS, Hertz a devenit ordinarius professor la Universitatea Leipzig. Între 1955 și 1967, a fost președinte al Societății de Fizică din Republica Democrată Germană și ulterior președinte onorific între 1967 și 1975.